# Tiago Brandão Rodrigues
Tiago Brandão Rodrigues (ur. 3 czerwca 1977 w Bradze) – portugalski polityk i biochemik, poseł do Zgromadzenia Republiki, od 2015 do 2022 minister edukacji.

## Życiorys
Ukończył w 2000 biochemię na Uniwersytecie w Coimbrze, doktoryzował się na tej samej uczelni w 2008. Był pracownikiem naukowym w ośrodkach badawczych w Dallas i Madrycie. Od 2010 zatrudniony w instytucie organizacji charytatywnej Cancer Research UK w Cambridge. Zajął się m.in. technikami oceny skuteczności leczenia nowotworów.
W wyborach w 2015 z ramienia Partii Socjalistycznej uzyskał mandat deputowanego do Zgromadzenia Republiki XIII kadencji. W 2019 i 2022 z powodzeniem ubiegał się o poselską reelekcję.
W listopadzie 2015 objął urząd ministra edukacji w rządzie Antónia Costy. W październiku 2019 pozostał ministrem edukacji w drugim gabinecie dotychczasowego premiera. Zakończył urzędowanie w marcu 2022.